# Terminografia
La terminografia és la branca aplicada o activitat pràctica derivada de la terminologia, que integra operacions de recollida, sistematització i presentació en diferents productes terminològics dels termes d'una determinada branca del saber o de l'activitat humana, ocupant-se de l'elaboració de diccionaris especialitzats o de glossaris terminològics.